# 16 Pułk Ułanów (Cesarstwo Niemieckie)
16 pułk ułanów im. Hennigsa von Treffenfelda (Staromarchijski) (niem. Ulanen-Regiment „Hennigs von Treffenfeld“ (Altmärkisches) Nr. 16)  – pułk kawalerii niemieckiej okresu Cesarstwa Niemieckiego.

## Charakterystyka
Pułk został sformowany 27 września 1866. Stacjonował w Saarburgu . Wchodził w skład XXI Korpusu Armijnego .

 Wiosną 1914 był w strukturze 7 Brygady Kawalerii z 7 Dywizji Piechoty.
W wyniku mobilizacji, w sierpniu 1914 pułk osiągnął gotowość bojową i w składzie 13 Dywizji Piechoty z VII Korpusu Armijnego został wysłany na front zachodni.